# Музыка Норвегии
Узнать многое о ранней музыке в Норвегии позволили археологические раскопки и обнаруженные благодаря им артефакты, к которым относятся такие инструменты, как лур. Саги времён викингов и средних веков дополняют сведения о музыкальных событиях, как и рассказы священников и паломников со всей Европы, посещавших могилу Святого Олафа в Тронхейме.
В конце XIX века в Норвегии наблюдался экономический рост, что привело к большей индустриализации и урбанизации. В городах создавалось больше музыки, а оперные спектакли и симфонические концерты проходили на высоком уровне. В эту эпоху как выдающиеся композиторы (такие как Эдвард Григ и Юхан Свенсен), так и исполнители соединяли европейские традиции с норвежским звучанием.
Импорт музыки и музыкантов для танцев и развлечений вырос, и это продолжалось в XX веке, даже в большей степени, когда стали распространяться граммофонные записи и радио. Во второй половине XX века в Норвегии, как и во многих других странах мира, произошло возрождение корней, в результате которого возродилась музыка коренных народов.

## Норвежская народная музыка
До 1840-х годов в Норвегии количество письменных источников народной музыки было сильно ограничено, и она почти не записывалась. Первоначально считалось, что эти исторические достижения имели отчетливое христианское влияние. По мере продолжения исследований были также мифические и сказочные связи с народной музыкой. В целом цель народной музыки была для развлечений и танцев.
Характерными особенностями норвежской народной музыки являются ладовое и интонационное многообразие, схожесть народных ладов с лидийским, синкопы, триоли и пунктированные ритмы.
Норвежские народные танцы (норв. bygdedans), иногда называемые «ухаживающими танцами», часто были связаны с важными событиями сельской (крестьянской) жизни: свадьбы, похороны и циклические праздники, такие как Рождество. К норвежским народным танцам относятся халлинг, спрингар, гангар и другие. Особо выделяются народные танцы Хардангера, Телемарка и окрестностей Тронхейма, которые из-за скачков и стремительного темпа называют «танцами горных духов» или «танцами чёрта». Помимо собственно норвежских танцев в народную культуру проникли иностранные танцы, такие как вальс, полька и рейнлендер.
Среди наиболее распространенных жанров традиционной вокальной музыки ярче всего выделяются баллады (норв. kvad) и короткие, часто импровизированные песни (стев). Также были распространены рабочие, колыбельные, эпические, религиозные песни, трэлинг-вокал и старые печатные балладные истории (норв. skillingsviser). Были распространены песенные поединки, напоминавшие современные рэп-баттлы.
Существовало и исполнение мелодий на музыкальных инструментах без вокала, но и не как аккомпанемент для танцев, проще говоря, наигрыши. По-норвежски наигрыш называется слотт (норв. slått). Они подразделяются на люарслотты (норв. lyarslått), ланглейкслотты и т. д.
Как и в других скандинавских странах, превалирующим видом музыкальных инструментов являются струнные смычковые: скрипки (гигья (норв. gigja), фидла или феле (норв. fidla, fele)), тальхарпы, виолончели и контрабасы. У скрипки есть народная разновидность под названием хардингфеле, возникшая, по всей видимости, в XVII веке в области Хардангер на западе Норвегии. В отличие от академической скрипки она меньше в размерах, имеет 8-9 струн (4-5 струн игровые, а остальные — резонирующие), а не четыре, и звучит более громко и с дополнительными обертонами. Норвегия славилась народными скрипачами-виртуозами: К. Луросен, Нильс Рекве, Торгейр Аудунсен по прозвищу «Мельник» (норв. Myllarguten) — это далеко не все из них. Неповторимый и мелодичный норвежский стиль игры на скрипке привлекал внимание множества композиторов.
К щипоквым инструментам относятся цитра харпелейк (норв. harpeleik) и гусли лангелейк (норв. langeleik). К духовым музыкальным инструментам относятся флейты (свирель (селье), продольная обертоновая флейта, изготавливаемая из ствола молодого деревца ивы (норв. seljefløyte, букв. ивовая флейта), жалейка тунгехорн (норв. tungehorn)), многочисленные пастушьи рожки (буккехорн (норв. bukkehorn, букв. козий рожок), приллархорн (букв. бычий рог)) и большой рог лур (норв. lur, не стоит путать с одноимённым бронзовым рогом рубежа 2-го-1-го тысячелетий до н. э.). Он изготавливались из дерева и бересты, а буккехорн — непосредственно из козьих рогов. К язычковым инструментам относится варган (норв. munnharpe), в середине XIX-го века появился аккордеон.
Ежегодно в стране проводится два национальных конкурса народной музыки: Национальный фестиваль народной танцевальной музыки (конкурс традиционных танцев) Национальный конкурс традиционной музыки, помимо танцев охватывающий более широкий спектр — народные песни и наигрыши на традиционных инструментах. Также проводятся более мелкие, региональные фестивали и конкурсы.

#### Музыка норвежских саамов
Традиционная саамская музыка сосредоточена вокруг определенного вокального стиля под названием йойк. Первоначально, йойк упоминал только один из нескольких стилей пения саамов, но в русском языке это слово часто используется для обозначения всех типов традиционного пения саамов. Отдалённо его звучание сопоставимо с традиционным пением коренных народов Севера или коренных американцев.

## Средневековая музыка
В произведениях древнескандинавского эпоса упоминаются музыкальные инструменты: в «Старшей Эдде» встречаются рог Гьяллара, берестяной лур, в который трубит Хеймдалль, арфа Эгтера — короля Бьярмаланда, а в саге о короле Хуглейке — музыканты из его свиты. Помимо народных инструментов, перечисленных выше, имели хождение горизонтальные арфы: крогарп (норв. широкая арфа) и её разновидности — ланглейк и лангарп.
Самым известным жанром древнескандинавской, а затем средневековой норвежской музыки является скальдическая поэзия, воспевавшая подвиги викингов, королей, а позднее — рыцарей, и отличавшаяся большой сложностью стихосложения и применением множества синонимов и эвфемизмов. Позднее в Норвегию проникли баллады и поэмы западноевропейского образца, самой известной из которых является «Баллада о сне» XII века (древнедат. Drømdæ mik æn drøm i nat, совр. дат. и норв. Drømte mig en drøm i nat). Из-за долгого датского владычества, длившегося с 1380 по 1814 годы, собственно норвежские черты сохраняла лишь народная музыка.
Церковная норвежская музыка, как и в других странах Европы, развивалась на основе григорианского пения. Позднее норвежские церковные музыканты, обучавшиеся в парижском аббатстве Сен-Виктор, писали музыку в стиле французских полифонистов («Магнус-гимн», XII в.; фрагменты из сочинений, связанных с культом св. Олафа в Тронхейме), затем, в позднем Средневековье и во время Северного Возрождения, в стиле мастеров нидерландской школы и Палестрины (мотет Экхиенуса-Орместарда из Уппсалы, 1590).

## Классическая музыка
В течение XVII века города Осло, Берген и Тронхейм «у каждого были свои городские музыканты». Первые важные классические композиторы из Норвегии зарегистрированы с начала XVIII века, когда они сочиняли танцевальную и камерную музыку, включая кантаты. Некоторые из этих композиторов — Георг фон Бертуш, Йохан Даниэль Берлин и Йохан Хенрик Берлин. Кроме того, музыка также вызвала интерес у публики, в которой музыка неуклонно развивалась, особенно в более богатых городских районах. Примерно в 1750-х годах в некоторых городах стали появляться частные или полугосударственные музыкальные общества, что давало возможность наслаждаться более богатым населением. В 1814 году Швеция вступила с Норвегией в союз, в результате шведская королевская семья проводила время в столице Норвегии, Кристиании (ныне Осло). На шведском королевском дворе музыка процветала.

### Национальный романтизм
Национальный романтизм — движение, которое было распространено по всей Европе, также затронул Норвегию и начал влиять на классических музыкантов и классическую музыку в стране. Скрипач Оле Булл (1810—1880) был первым крупным норвежским музыкантом. С 1834 года, он стал всемирно известным, играя не только в Норвегии, но и в других частях Европы и США, и был известен как скандинавский Паганини. Кроме того, появилось несколько других великих композиторов, в том числе Хальвдан Кьерульф, Мартин Андреас Удбайе, который сочинил первую норвежскую оперу «Фредкулла», и Рикард Нордраак, который написал гимн Норвегии «Ja, vi elsker dette landet».
Примерно с 1831 года традиционная норвежская музыка начала влиять на классическую сцену, особенно благодаря Буллу, который подружился со знаменитой традиционной хардангерской скрипкой Myllarguten и благодаря дружбе приобрел лучшее понимание традиционной музыки. Сам Булл начал играть на скрипке Хардангера и был первым, кто представил народные мелодии в городских районах. Он также следил за тем, чтобы Мийаргутен играл с ним на концерте, впервые представляя деревенского традиционного музыканта городской публике, в феврале 1849 года, в самый разгар норвежского романтического национализма. Это позже вдохновило Эдварда Грига искать народные музыкальные источники. Но городская аудитория не спешила, чтобы получить понимание и понимание традиционной (сельской) музыки. Стиль романтизма доминировал в норвежской музыке «вплоть до 20-го века, независимо от того, выражался ли он в модификациях национальной романтической идиомы Грига или в более классической / интернациональной линии», например, Катарин Эллинг или Хальфдан Клив.

## Норвежская рок-сцена
Как и в других европейских странах, рок проник в начале 1960-х годов и на данный момент является самым популярным жанром музыки в стране.
Норвежские рок-музыканты сильно повлияли на формирование жанра блэк-метала в современном виде, появившегося в начале-середине 1980-х. Норвежская, равно как и вся скандинавская блэк-метал-сцена, появилась на рубеже 1980-х-1990-х (данный период принято называть «вторая волна блэк-метала») и сформировала неповторимый стиль, в свою очередь, лёгшего в основу современного блэк-метала. Для него характерны отсутствие бас-гитары, скриминг и шрайкинг-вокал вместо гроулинга и запись плохого качества, делающаяся специально для придания «аутентичности». Также именно норвежские блэк-метал-группы создали грим «под мертвеца», пользующийся популярностью среди различных метал-групп и фанатов жанра до сих пор. Наиболее известными группами были «Mayhem», «Immortal» и проект Варга Викернеса «Burzum», которые с ещё четырьмя группами составили т. н. «Внутренний круг». Однако блэк-металлисты были известны не столько характерным звучанием, сколько своими выходками: большинство из них были убеждёнными антихристианами и сатанистами, а потому сжигали церкви, в том числе и занесённые в список нематериального наследия ЮНЕСКО ставкирки. После убийства Викернесом участника «Mayhem» Евронимуса (настоящее имя — Эйстен Ошет) в августе 1993 года статус «Burzum» в Норвегии де-факто стал полунелегальным: песни и клипы в этом жанре не крутились по радио и на телевидении, имя Викернеса старались не упоминать, а новые альбомы фанаты были вынуждены покупать за границей. К настоящему времени этот запрет сошёл на нет.